# Bathyraja magellanica
Bathyraja magellanica (лат.) — вид хрящевых рыб рода глубоководных скатов семейства Arhynchobatidae отряда скатообразных. Обитают в юго-западной части Атлантического океана и юго-восточной части Тихого океана. Встречаются на глубине до 600 м. Их крупные, уплощённые грудные плавники образуют округлый диск со треугольным рылом. Максимальная зарегистрированная длина 105 см. Откладывают яйца. Рацион в основном состоит из донных ракообразных и костистых рыб. Представляют незначительный интерес для коммерческого промысла. 

## Таксономия
Впервые вид был научно описан в 1902 году как Raja magellanica. В 1999 году вид был отнесён к роду Rhinoraja, однако, окончательного подтверждения данной классификации нет. В настоящее время используют оба названия — Rhinoraja magellanicaи Bathyraja magellanica(на сайте МСОП имеется профиль Rhinoraja magellanica). Видовой эпитет дан по географическому названию места обитания (Магелланов пролив).

## Ареал
Эти скаты обитают в юго-западной части Атлантического океана у берегов Аргентины и Фолклендских островов, а также в юго-восточной части Пацифики у южного побережья Чили. Они водятся на глубине от 51 до 600 м, в воде температурой 3,5—11 °C. В водах Фолклендских островов диапазон глубин ограничен 58—150 м, с наибольшей концентрацией между 150 и 285 м, хотя Bathyraja magellanica не образуют массовых скоплений. 

## Описание
Широкие и плоские грудные плавники этих скатов образуют ромбический диск с широким треугольным рылом и закруглёнными краями.  На вентральной стороне диска расположены 5 жаберных щелей, ноздри и рот. Хвост длиннее диска. На хвосте имеются латеральные складки. У этих скатов 2 редуцированных спинных плавника и редуцированный хвостовой плавник. Рыло притуплённое и полупрозрачное с обеих сторон диска.      
Максимальная зарегистрированная длина 105 см. Самки в целом крупнее самцов. Дорсальная поверхность окрашена в пепельно-серый цвет и покрыта многочисленными тёмными пятнышками и полосками, сливающимися в круги. 2 пары светлых пятен на хвосте придают ему полосатый вид. Вентральная сторона диска и хвоста белого цвета с несколькими тёмными отметинами неправильной формы. Дорсальная поверхность диска молодых скатов равномерно покрыта шипиками, тогда как у взрослых они сосредоточены по краям и вдоль средней линии диска и хвоста,  а у основания грудных плавников отсутствуют. От затылка до первого спинного плавника тянется срединный ряд, образованный 25—32 колючками, Позади глаз имеются две крупных колючки, а между ними 1—2 маленькие. На каждом «крыле» имеется по 2 лопаточные колючки. У самок они крупные и массивные, а у самцов задние колючки крупнее передних. Иногда колючки отрываются, оставляя под собой шрам. У самцов «крылья» покрыты шипами, образующими 18—20 радиальных рядов. Зубы конические, низкие и острые. Птеригоподии у самцов длинные и тонкие, прутовидные, со слегка утолщённым кончиком. 

## Биология
Эмбрионы питаются исключительно желтком. Эти скаты откладывают яйца, заключённых в роговую капсулу с отростками на концах. Скаты достигают половой зрелости при длине 58 см. Самая маленькая свободноплавающая особь имела в длину 14 см. 
Рацион Bathyraja magellanica на 75 % состоит из ракообразных, кроме того, они охотятся на полихет и рыб. На Bathyraja macloviana паразитируют моногенеи Acanthocotyle patagonica и Rajonchocotyle emarginata.

## Взаимодействие с человеком
Эти скаты довольно редки, поэтому они представляют незначительный интерес для коммерческого промысла. Кроме того, они попадаются в качестве прилова. Из-за перелова численность скатообразных в водах Фолклендских островов существенно снизилась. Для восполнения популяции на Фолклендских островах и в Чили принимаются меры (временный мораторий, введение квот на вылов). Данных для оценки Международным союзом охраны природы охранного статуса вида недостаточно.